# Auferstehungskirche (Schwäbisch Hall)
Die Auferstehungskirche des evangelischen Diakoniewerks befindet sich am Kirchweg 1 in Schwäbisch Hall. Der moderne Bau mit freistehendem Glockenturm wurde nach Entwürfen des Architekten Walter Bischoff in den Jahren 1961 bis 1963 erbaut, wobei die Planungen im Jahr 1959 begannen.
Der eigentliche Beginn der Arbeiten war am 17. Mai 1961, die Grundsteinlegung erfolgte am 25. Juni desselben Jahres. Die Kirche wurde am Pfingstsonntag, dem 2. Juni 1963, geweiht.
Die Chorwand aus Ziegelmauerwerk schmückt eine überdimensionale Wandplastik aus Bronze mit dem Titel Auferstehung Jesu beziehungsweise Der wiederkommende Herr von Ulrich Henn. Der im Zentrum der Komposition sitzende Christus hat ein aufgeschlagenes Buch auf dem Schoß und hält die andere Hand mahnend erhoben. Um ihn kreisen vier große Engel. Drei halten die Arme überkreuzt, der unterhalb Christus befindliche Engel bläst die Posaune und ruft somit zum jüngsten Gericht. Die Fenster gestaltete der Haller Künstler Dieter Franck.
Der Glockenturm soll im Zuge des Neubaus der Klinik 2017 abgetragen werden.